# Франсуа Сага
Франсуа́ Сага́ (фр. François Sagat; род. 5 июня 1979, Коньяк) — французский актер, манекенщик и режиссёр. Известен благодаря съемкам в фильмах для взрослых и характерному татуированному черепу. С 2009 г. параллельно с работой в порноиндустрии появляется в таких фильмах как «Пила 6» (2009), «Зомби из Лос-Анджелеса» (2010) и «Мужчина в ванне» (2011). В 2013 г. объявил, что покидает порноиндустрию.

## Биография
Родился в городе Коньяк 5 июня 1979 года. Работал в качестве манекенщика в Париже. В двадцать пять лет Сага заключает контракт с французской порностудией Citébeur. Известность приходит к нему после съемок в гей-порнофильме «Арабески». Уже в 2007 за роль в фильме «Арабский гей-клуб» Сага получает шесть номинаций GayVN и становится «Лучшим новичком». С 2005 по 2012 год снимается в нескольких десятках фильмов для взрослых.
В 2009 году появляется в фильме «Пила 6». Также он снимается в главных ролях в фильмах Брюса ЛаБрюса и Кристофа Оноре. В 2011 году становится режиссёром порнографического фильма «François Sagat’s Incubus». В 2012 году вместе с австрийской манекенщицей Сильвией Гоббель записывает сингл «Hadés». В 2013 году запускает линию одежды KICKSAGAT и объявляет о прекращении карьеры порно-актера.

## Фильмография
- 2006: Манхэттен
- 2007: Fear
- 2009: Пила 6
- 2009: Дерьмовый план
- 2010: Зомби из Лос-Анджелеса
- 2010: Multinauts (сериал)
- 2010: Мужчина в ванне
- 2011: Сага (играет самого себя)
- 2013: Мистер Ангел (играет самого себя)

### Клипы
- 2012: «Hadès», сингл Франсуа Сага и Сильвии Гоббель, реж. Фрэнк Глениссон
- 2013: «Hyper Reality», реж. Panteros666 и Ines Marzat
- 2017: «Bluecid», реж. Sevdaliza & Zahra Reijs

## Дискография
- 2012: «Hadès» (сингл)